# Chinezen in Guyana
Chinese Guyanen zijn overzeese Chinezen die in Guyana leven. De eerste Chinezen in Guyana kwamen op 12 januari 1853 aan, en werden gevestigd in Windsor Forest. Tussen 1853 en 1879 kwamen er ongeveer 13.541 Chinese arbeiders naar de Brits-Guyana. Ze hadden een werkcontract en werkten meestal op de suikerplantages. De meeste Chinese Guyanen zijn net als de meeste Chinese Surinamers van Hakka afkomst. Ze leven vooral in de steden Georgetown en Enterprise.
De meesten van deze Chinezen gingen naar Guyana. De werving van Chinese arbeiders hield op in 1879. Er was geen groei in deze bevolking. In de jaren zestig van de 20e eeuw vormden zij 0,6 procent (ongeveer 4800 mensen) van de bevolking die bestond uit 800.000 mensen.
De Chinese Guyanen konden in de loop van de tijd niet veel van de Chinese cultuur behouden. Men deed niet aan voorouderverering, waardoor het zoeken in de genealogieboeken moeilijk is. Ook waren er geen Chinatowns en Chinese scholen. De bevolkingsgroep werd snel gekerstend door de anglicanen en rooms-katholieken. Een minderheid werd lid van de presbyterse en methodistische kerk.
In 1962-1963 verlieten veel Chinese Guyanen het land, vanwege maatschappelijke onrust. In 1986 werd het Windsor Forest Monument opgericht voor de komst van de eerste Chinezen in Guyana. Op 12 januari 2003 werd het jublileum van het 150-jarige bestaan van de Chinese gemeenschap in Guyana gevierd door de Chinese Guyanen.

## Beroemde Chinese Guyanen
- Arthur Chung, eerste president (1970-1980) van Republiek Guyana